# Constantí I d'Escòcia
Constantí I d'Escòcia (gaèlic escocès: Causantín mac Cináeda, mort el 877) fou rei d'Escòcia, fill de Kenneth I i nebot de Donald I. Dictà un codi de les antigues lleis i s'enfrontà als reietons locals del Regne de Strathclyde, però també va morir lluitant contra els vikings noruecs i danesos, que s'establiren a les Orkney, Shetland, Caithness i a les Illes Hèbrides del Nord i que a la llarga es barrejarien amb la població local.